# Клакер
Клакер је безалкохолно, бистро, освежавајуће пиће. Састоји се од воде, шећера, газирано је а има и додатак који му даје атрактивну боју (црвену, лила или браон) и укус који подсећа на крушку, или евентуално неко друго воће. 
Клакер се прави по малим приватним пунионицама оваквих пића где морају бити испуњени одређени хигијенски услови. Клакер је претходница Кока-коле и других освежавајућих пића на овим просторима. До појаве "Витасока“, шездесетих година двадесетог века, био је једно од ретких освежавајућих пића која су се могла купити. Продавао се у стакленим флашама од 2 децилитра а поклопац је био од порцелана са гумом ради дихтовања, и жичаног држача. Традиционално се продавао из велике вангле напуњене ледом. Данас се клакер може наћи углавном у Нишу и његовој околини, чија пивара и даље производи клакер. Уз њу, неколико содара у Србији покушава вратити популарност овом пићу и очувати традицију стару неколико деценија.
Клакер је производио мајстор занатлија содаџија у содаџијској радњи (содари). Клакер се раније продавао у содарама или посластичарама.